# Gelbe Broschüre

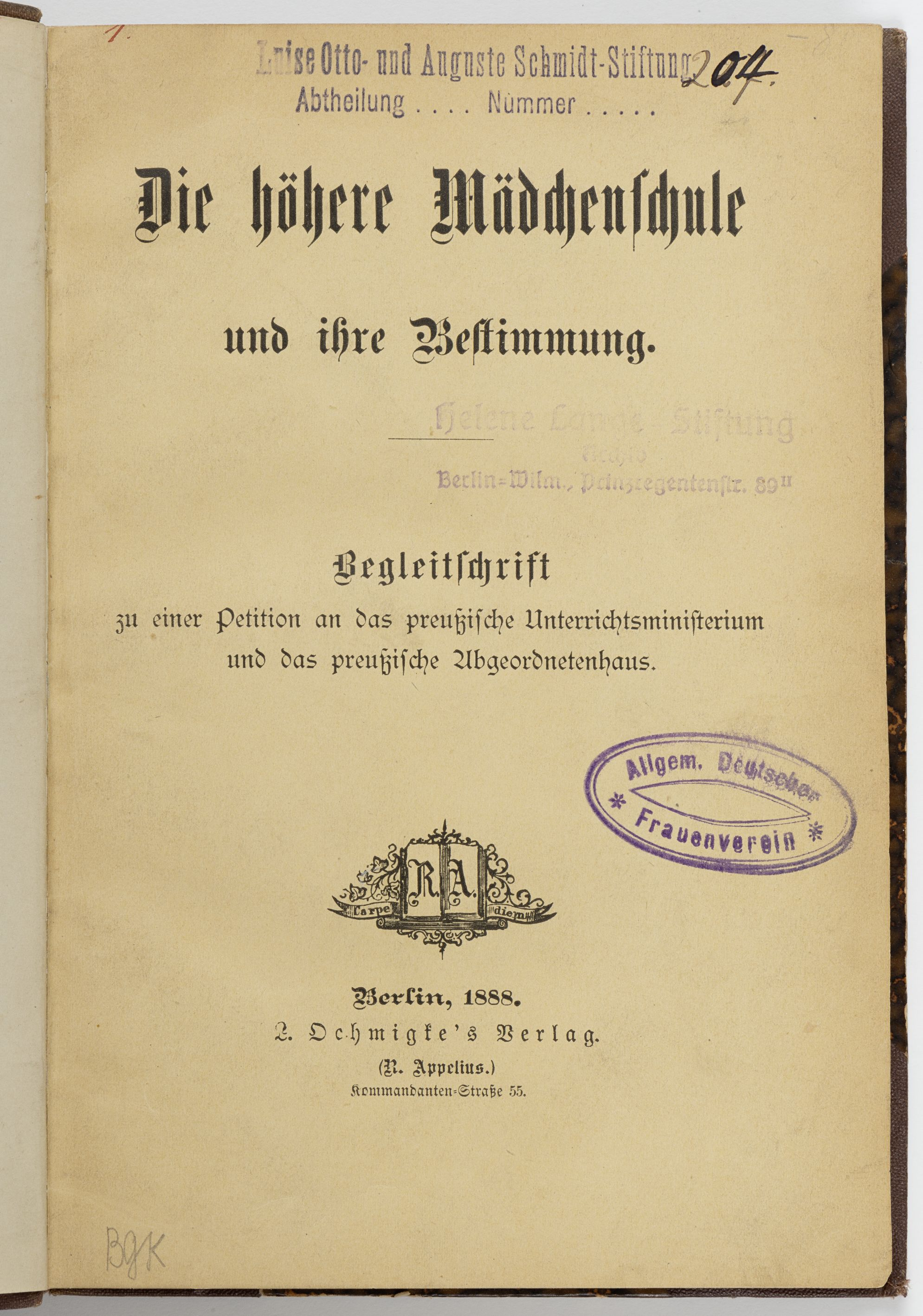
Titelblatt der „Gelben Broschüre“ (1887)

Die Gelbe Broschüre (eigentlicher Titel Die höhere Mädchenschule und ihre Bestimmung) ist eine Schrift von Helene Lange zur Mädchen- und Lehrerinnenbildung. Gefordert wird darin der Zugang zur akademischen Ausbildung. Helene Lange, Minna Cauer, Henriette Schrader-Breymann, Anna Luise Dorothea Jessen, Marie Loeper-Housselle und Frau Eberty reichten die Broschüre am 9. Januar 1888 als Begleitschrift einer Petition beim  Preußischen Abgeordnetenhaus und dem Preußischen Unterrichtsministerium ein. Das Abgeordnetenhaus behandelte die Petition nicht, die Regierung lehnte sie nach einem Jahr ab, doch wurde Helene Lange dadurch weithin bekannt. Die Bezeichnung Gelbe Broschüre erhielt die Schrift nach der Farbe ihres Umschlags.

## Aufbau und Inhalt
Die Gelbe Broschüre umfasst 63 Seiten und ist in fortlaufender Form geschrieben.
Sie beginnt mit folgenden Forderungen:
1. Eine größere Beteiligung der Lehrerinnen am Unterricht in „Mittel- und Oberstufe der öffentlichen höheren Mädchenschulen“. Die Fächer Religion und Deutsch sollen ausnahmslos von Lehrerinnen unterrichtet werden.
2. Die Gründung von öffentlichen Einrichtungen zur wissenschaftlichen Ausbildung der Lehrerinnen.

In der Begleitschrift begründet und kommentiert Helene Lange diese Forderungen. Ihres Erachtens sei die Frau besonders für den Lehrberuf an den höheren Mädchenschule geeignet, da sie eine Vorbildfunktion für die Schülerinnen einnehmen und sich besser in sie hineinversetzen könne. Besonders in den „ethischen Fächern“ (Deutsch, Religion und Geschichte), den Fächern der „Erziehung“, habe die Frau einen besseren Zugang zu den Schülerinnen als ein Lehrer. Beispielsweise sei ein Vieraugengespräch einer Schülerin mit einem Lehrer aus sittlichen Gründen nicht möglich, was jedoch durch die Lehrerin zu einer „Haupterziehungsmaßnahme“ werden könne. Des Weiteren könnten Mädchen ausschließlich durch die Frau zu Menschlichkeit und Weiblichkeit erzogen werden. Helene Lange erscheint es nur logisch, dass die Frau, die bereits in der häuslichen Erziehung den führenden Part übernehme, auch in der schulischen Bildung aktiv werden müsse.
Um der Erziehungsaufgabe in der Schule gerecht zu werden, reiche die bisherige Ausbildung durch das Lehrerinnen-Seminar allerdings nicht aus. Dieses würde lediglich „Halbbildung“ vermitteln und gebe den Frauen nicht die Möglichkeit auf dem gleichen pädagogischen Niveau wie Lehrer zu unterrichten. Außerdem büße die Frau durch ein Nachahmen des Lehrerverhaltens ihre Weiblichkeit ein. Helene Lange schreibt: „Die Halbbildung bringt, besonders in Verbindung mit langjähriger Routine, jenes Zerrbild der Lehrerin hervor, das an den Unteroffizier erinnert.“ Die Lehrerinnenausbildung solle sich von einem oberflächlichen und allgemeinen, privat organisierten Seminar zu einer Ausbildung in speziellen staatlichen Einrichtungen entwickeln, wie es bereits bei der Lehrerausbildung der Fall sei. Die Frau solle in den staatlichen Einrichtungen zu einer selbstständig denkenden Lehrerin mit fundiertem Fachwissen ausgebildet werden. Dieses würde ihr das Unterrichten in Oberklassen und die Übernahme der Schulleitung ermöglichen.
Um möglichen Kritikern den Wind aus den Segeln zu nehmen, legte Helene Lange in ihrer Schrift Wert auf Ausgeglichenheit der Geschlechter im Unterricht. Sie wünschte sich zwar mehr Lehrerinnen in der Mädchenschule, diese sollten die Lehrer allerdings nicht gänzlich ablösen. Männer sollten weiterhin die „Verstandeskultur“ (Grammatik, Rechnen, Naturwissenschaften und Geographie) unterrichten.
Insgesamt zielen die Forderungen auf die Stärkung der höheren Mädchenschule ab, welche nicht nur eine qualitative Verbesserung der Lehre, sondern auch die staatliche Anerkennung als eine zum Abschluss berechtigende Institution beinhaltet. Gleichzeitig fordert Helene Lange eine bessere Ausbildung der Lehrerin, um damit dieses weibliche Berufsfeld zu stärken und ihm zu einer besseren gesellschaftlichen Anerkennung zu verhelfen.

## Argumentation
In ihrer Argumentation verweist Helene Lange nicht nur auf ihre Zeit, sondern auch auf Veränderungsversuche, die in der Vergangenheit liegen. In diesem Zusammenhang werden Johann Heinrich Pestalozzi und Betty Gleim erwähnt. Wichtig ist Helene Lange auch der Blick in die Zukunft. Dieser beinhaltet eine besondere Appellfunktion. Dies zeigt sich in dem Satz „(…) eurer eigenen Töchter willen, von denen das Wohl der kommenden Generation abhängt“. Darüber hinaus beruft sie sich u. a. auf den Patriotismus der Leser und des Petitionsausschusses. Sie schreibt: „Das Gemüt des Vaterlandes ruht in seinen Töchtern. Von ihnen aus wird es erwärmt, erleuchtet und begeistert. Und wie nun die weibliche Natur behandelt wird, töricht oder weise, so wird sie dem Vaterlande und seinen Söhnen tausendfältig wieder geben oder versagen, in Weisheit oder in Torheit.“
Die Argumentation in dem Text von Helene Lange basiert auf der Geschlechterdifferenz. Die im 19. Jahrhundert gedachten emotionalen und psychologischen Unterschiede zwischen Mann und Frau werden nicht in Frage gestellt, sondern ganz bewusst für die eigene Argumentation genutzt. Helene Lange argumentiert, dass es gerade durch die Unterschiede in ihren Wesen so existentiell wichtig sei, Frauen unterrichten zu lassen.
Das Hauptargument für den verstärkten Einsatz von Lehrerinnen ergibt sich aus der Berufung der Frau zur „Erzieherin der Nation“. Die Argumente sind strategisch klug gewählt. Geläufige Ansichten der Gesellschaft werden im Text so aufgegriffen und formuliert, dass sie letztlich nur für die Verbesserung der Frauenbildung sprechen können.
In diesem Zusammenhang ist interessant, dass Helene Lange nicht an unveränderbare „Naturanlagen“ glaubt. Die Konstruktion von Geschlechterrollen sei vielmehr von starkem gesellschaftlichen Einfluss geprägt, was im folgenden Zitat zum Ausdruck kommt: „Für uns [die Verfasserinnen der Petition] zwar, die wir an diese Unveränderlichkeit der Naturanlagen  n i c h t  glauben, die wir im Gegenteil fest überzeugt sind von dem gewaltigen Einfluß, den die sozialen Gewohnheiten und die Art der Beschäftigung auf die Ausbildung oder Rückbildung der Naturanlagen haben (...).“
Hier wird bereits eine Problematik angesprochen, die heute unter dem Begriff „Gender“ diskutiert und dem Begriff „Sex“ (das biologische Geschlecht), gegenübergestellt wird.

## Wirkung
Die „Gelbe Broschüre“ wurde veröffentlicht, „um möglichst weite Kreise für die hier berührten Fragen zu interessieren und zur Unterschrift zu veranlassen.“ Die Petition selbst hatte keine direkte politische Wirkung. So wurde das Anliegen nicht einmal unter den Abgeordneten besprochen. Jedoch stieß die Schrift auf großes öffentliches Interesse. Die Presse berichtete und eine breite Diskussion wurde angeregt.
Letztendlich kann die „Gelbe Broschüre“ als Ausgangspunkt der Preußischen Mädchenschulreform gelten, die 1908 endlich erreicht wurde.